# پروتون ساگا (نسل سوم)
نسل سوم پروتون ساگا با کد P2-13A یک سدان است که در کشور مالزی توسط پروتون هولدینگ تولید می‌شود. از این خودرو در ۲۸ سپتامبر ۲۰۱۶ به عنوان جانشین پروتون ساگا نسل دوم معرفی شد. این خودرو از لحاظ ساختار بدنه ۲۰ درصد نسبت به نسل قبلی اش محکم تر است و توانست با وجود تنها دو ایربگ از سازمان ASEAN NCAP سه ستاره ایمنی دریافت کند.

## نگارخانه

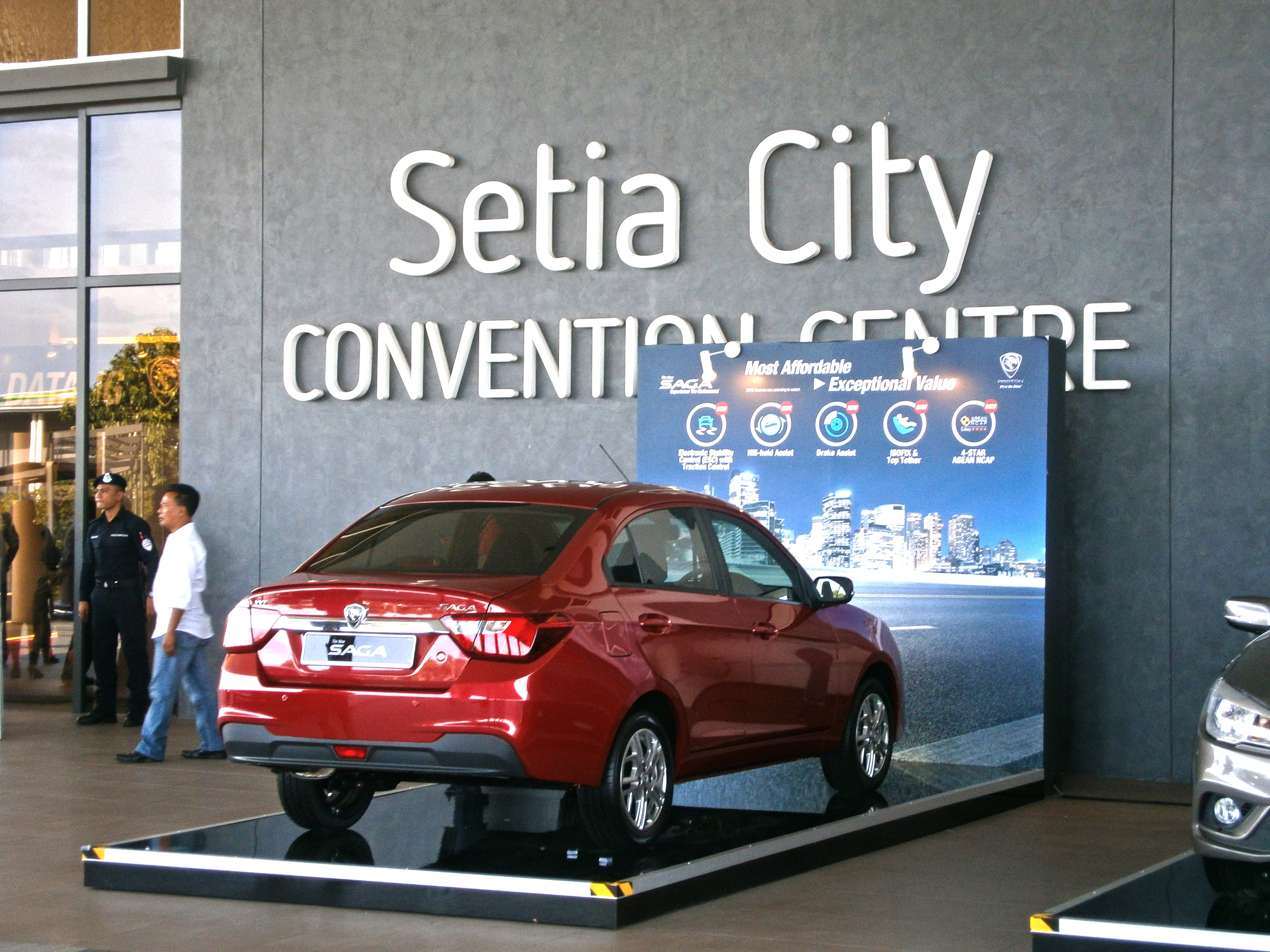
نسل سوم پروتون ساگا در یک نمایشگاه خودرو
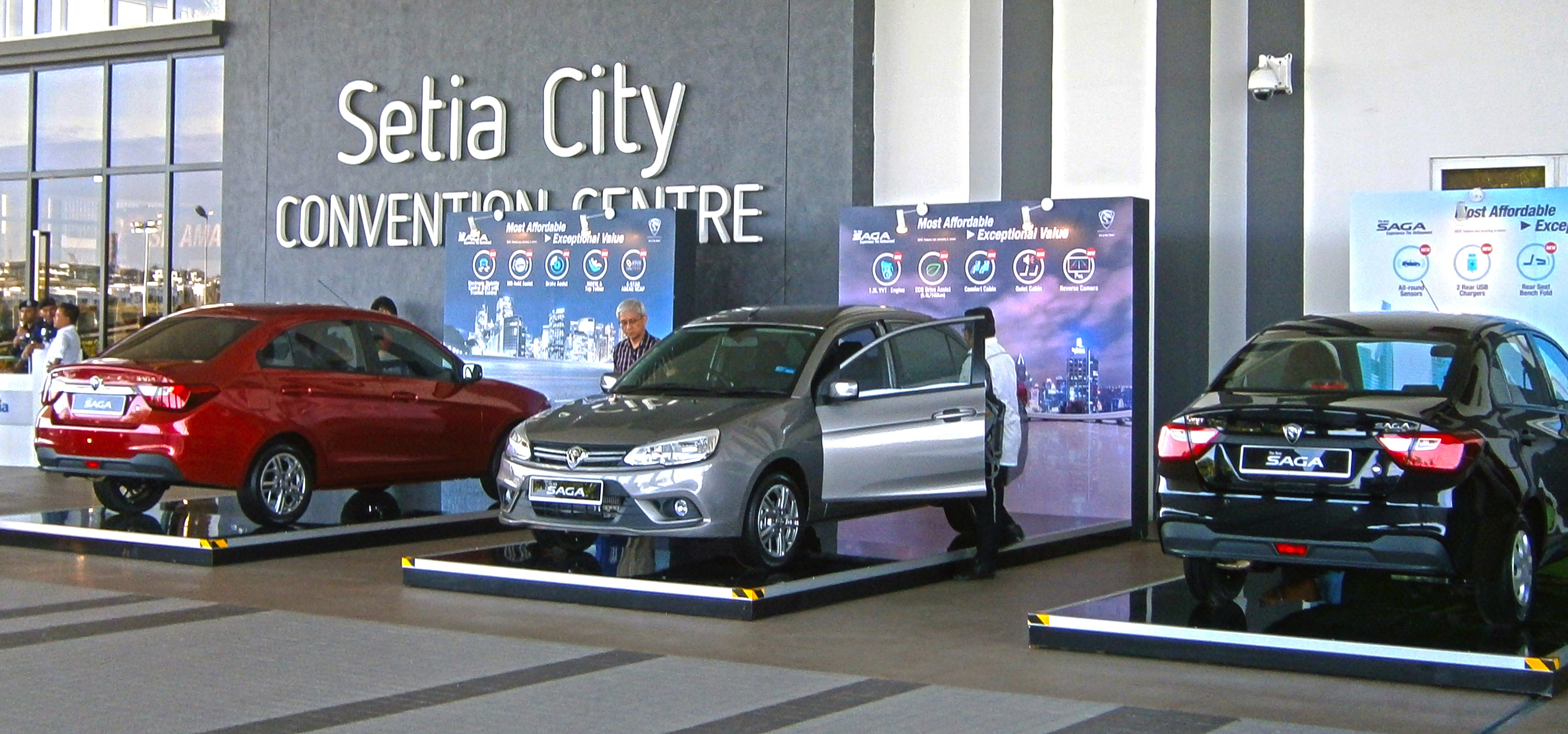
سه دستگاه پروتون ساگا نسل سوم به رنگ‌های قرمز،نوک مدادی و سیاه دریک نمایشگاه خودرو
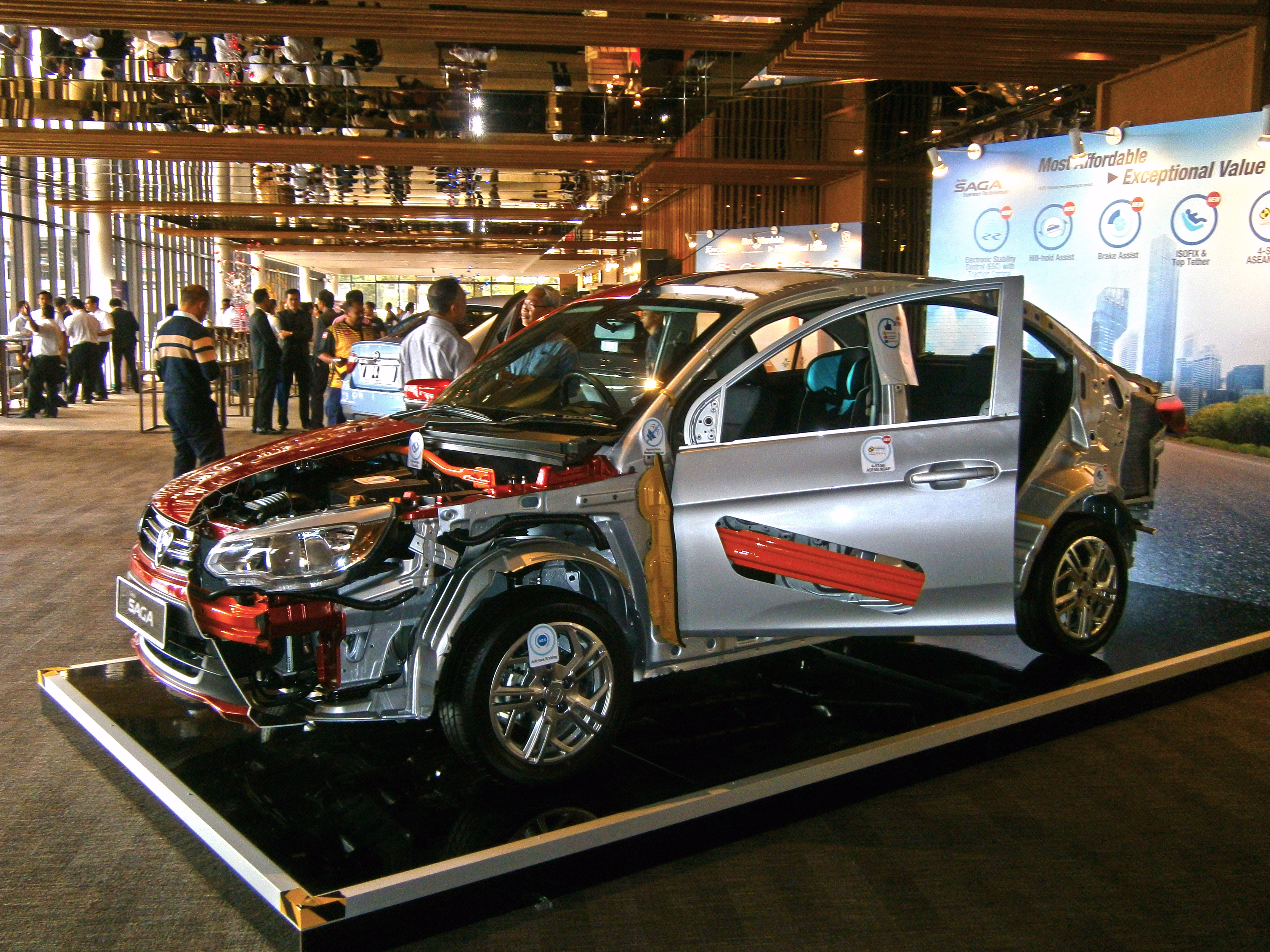
اسکلت بدنه پروتون ساگا نسل سوم که ۲۰ درصد پیشرفت را نسبت به نسل قبل نشان می‌دهد.
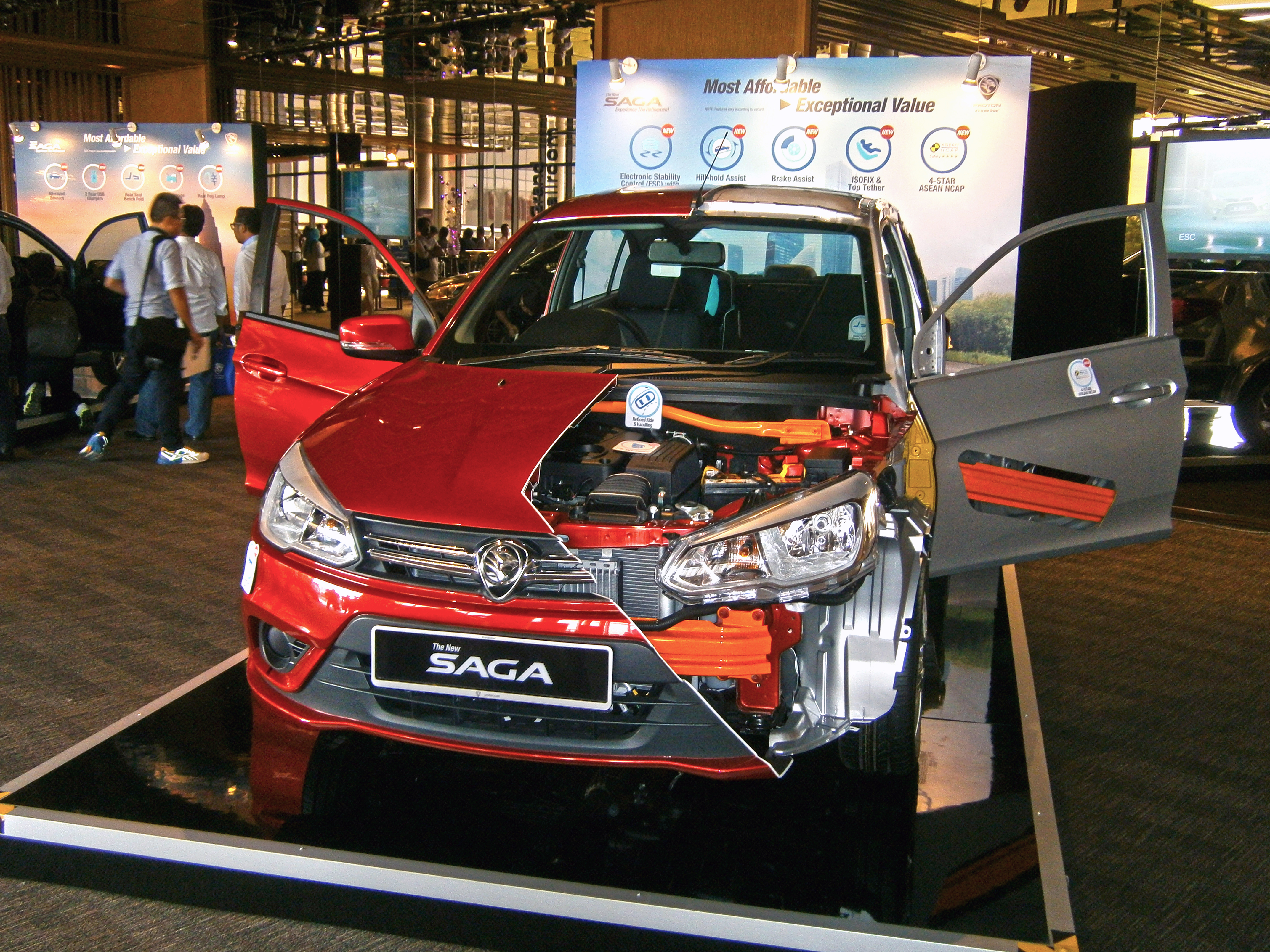
اسکلت بدنه پروتون ساگا نسل سوم که ۲۰ درصد پیشرفت را نسبت به نسل قبل نشان می‌دهد.